# Arago (krater)
Arago är en nedslagskrater på planeten Mars namngiven efter den franske astronomen François Arago.
Kratern har en diameter på ungefär 152 km.